# Aerojet
«Аероджет» (англ. Aerojet) — колишній американський виробник ракет і ракетних силових установок, що базувався переважно в Ранчо Кордова, Каліфорнія, з підрозділами в Редмонді, Вашингтон, Орандж і Гейнсвілл у Вірджинії та Камдені, Арканзас. «Аероджет» належав GenCorp. У 2013 році GenCorp об'єднала «Аероджет» із колишнім Pratt & Whitney Rocketdyne, щоб створити Aerojet Rocketdyne.

## Історія
«Аероджет» розвинувся на зустрічі 1936 року, яку організував Теодор фон Карман у себе вдома. Разом із фон Карманом, який у той час був директором аеронавігаційної лабораторії Гуггенхайма в Каліфорнійському технологічному інституті, були кілька професорів і студентів Каліфорнійського технологічного інституту, у тому числі вчений-ракетник і астрофізик Фріц Цвікі та експерт з вибухових речовин Джек Парсонс, усі з яких були зацікавлені в космічних польотах. Група продовжувала періодично збиратися, але її діяльність обмежувалася радше дискусіями, ніж експериментами.
Їхня перша конструкція була випробувана 16 серпня 1941 року, вона складалася з невеликого циліндричного двигуна на твердому паливі, прикріпленого до днища літака. Злітна дистанція була скорочена вдвічі, і ВПС США розмістили замовлення на експериментальні серійні версії.

### Заснування
Деякі аспекти ранньої роботи компанії були описані Карманом у його автобіографії:
19 березня 1942 року Хейлі отримав наші реєстраційні документи, і було засновано Aerojet Engineering Corporation. Я був Президентом; Маліна була скарбником; а Гейлі був секретарем. У нас було три віце-президенти: Парсонс, Саммерфілд і Форман. Ми випустили акції собі, і на короткий час Гейлі, здавалося, володів усією корпорацією, оскільки, будучи єдиною людиною в групі, яка мала готівку, він фактично вклав увесь початковий капітал. Ми відкрили офіси на Іст-Колорадо-стріт у Пасадені… ми переїхали на… Вест-Колорадо-стріт, 285… Так почався… найбільший у світі виробник ракет і палива. Лише за двадцять років він мав вирости з шести осіб із капіталом у 1200 доларів США до підприємства з прибутком у 700 мільйонів доларів на рік, штатом майже 34 000 осіб і ключовою роллю в сучасній оборонній картині Сполучених Штатів. Карман незабаром залишив посаду президента: «26 серпня 1942 року Хейлі став другим президентом «Аероджета». Він виявився неймовірним адміністратором». 
Підприємство розширювалося і потребувало нових потужностей:
У жовтні п'ятнадцять працівників отримували зарплату. До грудня ми розширили штат приблизно до ста п'ятдесяти співробітників, і в січні 1943 року ми переїхали до Азузи, Каліфорнія
У 1943 році військово-повітряні сили нарешті розмістили повне замовлення, вимагаючи доставити 2000 ракет до кінця року.
Компанія також інвестувала в чисті ракетні дослідження, розробляючи дизайн як на рідкому паливі, так і на новому твердому паливі на основі гумового сполучного агента в партнерстві з General Tire. У післявоєнний час «Аероджет» різко скоротився, але їхні JATO (реактивні зльоти) продовжували продаватися для комерційних літаків, які експлуатувалися в спекотних і високих умовах.
До 1950 року їхні дослідження гумового сполучного матеріалу призвели до створення значно більших двигунів, а потім і до розробки звукової ракети Aerobee. Aerobee була першою розробленою США ракетою, яка досягла космосу (хоча і не орбіти) і здійснила понад 1000 польотів, перш ніж її зняли з експлуатації в 1985 році. «Аероджет» розробив і побудував загалом 1182 двигуни для всіх чотирьох втілень ракет Titan, які використовувалися для цивільних проєктів, починаючи від пілотованих польотів Gemini і закінчуючи дослідженнями сонячної системи, включаючи «Вікінг», «Вояджер» і «Кассіні». Новостворені ВПС США використовували «Аероджет» як основного постачальника низки своїх проєктів міжконтинентальних балістичних ракет, включаючи ракети Titan і Minuteman. Вони також поставили силові установки для ракети Polaris, що запускається з підводного човна ВМС США. У Ранчо Кордова було створено новий завод, який перейняв більшу частину ракетобудування, тоді як початкові офіси Azusa повернулися переважно до досліджень. Одним із головних проєктів Азузи була розробка інфрачервоних детекторів для супутників Програми підтримки оборони, які використовуються для виявлення запусків міжконтинентальних балістичних ракет з космосу. Нове дослідницьке відділення було створено як Aerojet Electro-Systems Corp., а після придбання ряду компаній, що займаються виробництвом боєприпасів, також було створено Aerojet Ordnance. Нова головна організація керувала трьома основними підрозділами, Aerojet General.

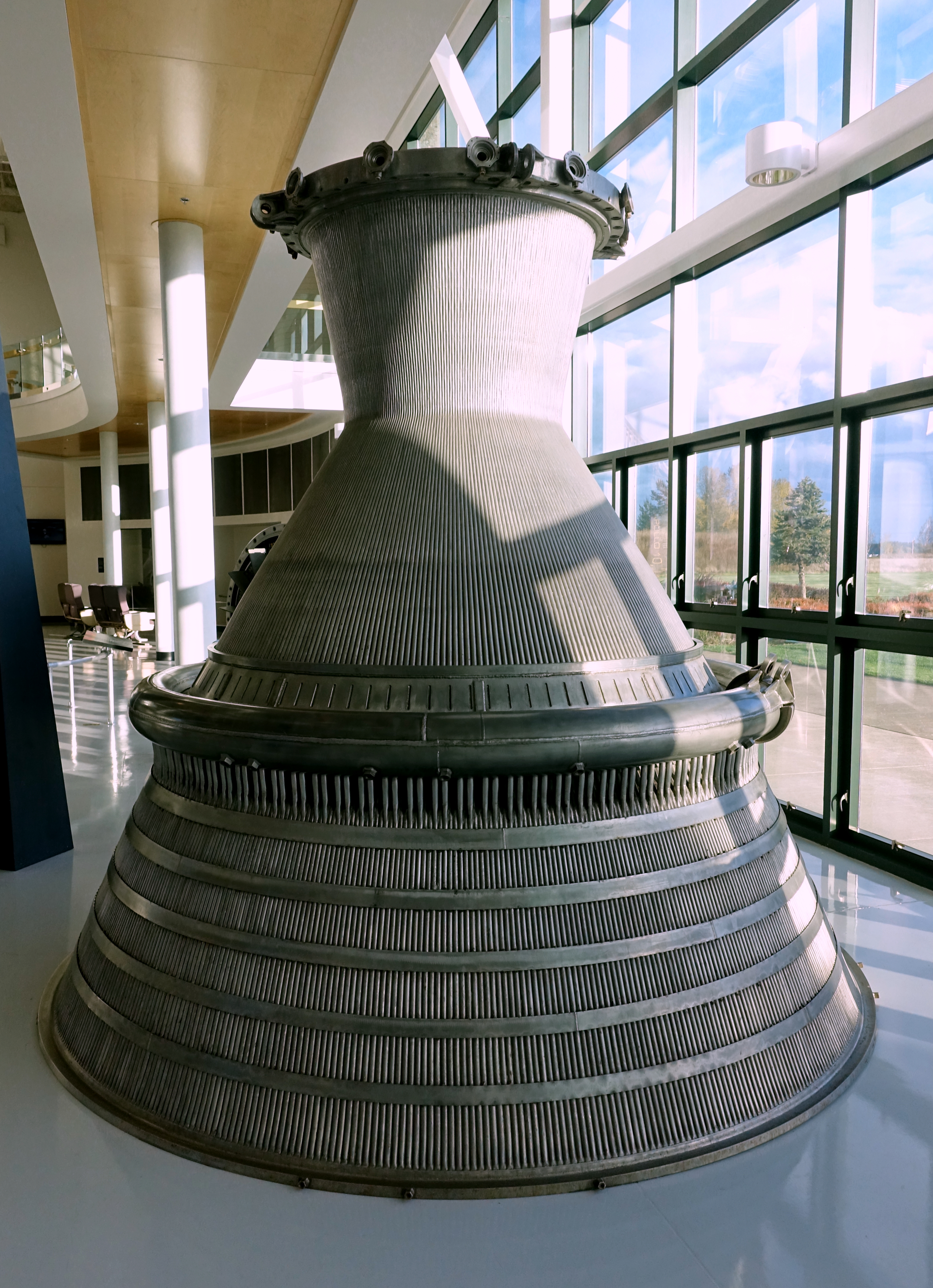
Ракетний двигун M-1 компанії Aerojet General

Завдання президента Кеннеді відправити людину на Місяць до кінця 1960-х років призвело до збільшення цивільної роботи в «Аероджеті». Раніше вони неодноразово втрачали контракти на великі двигуни для прискорювачів Сатурн і Nova, розроблених наприкінці 1950-х років, часто їхньому конкуренту Rocketdyne, але врешті-решт їх було обрано для розробки та виробництва головного двигуна для Командно-службового модуля «Аполлон». У 1962 році вони також були обрані для розробки нового двигуна розгінного ступеня для заміни кластера з п'яти J-2, які використовувалися на другому ступені Сатурна в епоху після Аполлона, але робота над їхнім кінцевим проєктом М-1 була завершена в 1965 році, коли стало зрозуміло, що громадська підтримка масштабної космічної програми слабшає.
Подібна робота тривала в 1970-х роках, доставляючи двигун другого ступеня для ракети MX, систему орбітального маневрування (OMS) для космічного човника та перші касетні бомби американської розробки. Контракт на 30-мм боєприпаси для A-10 Thunderbolt II був настільки масштабним, що в 1978 році були відкриті нові філії в Дауні і Чіно. Протягом цього періоду компанія «Аероджет» також придбала низку інших фірм, і їх завод у Джонсборо, Теннессі, розробив використання боєприпасів зі збідненим ураном. До цього дня вони є основним постачальником цієї зброї. Їхні відділи електроніки та боєприпасів також співпрацювали над протиброньовим артилерійським снарядом SADARM 8», але він так і не був запущений у виробництво.
У 1980-х роках відбулося коротке відродження аерокосмічного бізнесу під час програми Стратегічної оборонної ініціативи президента Рейгана, але наприкінці 1980-х і в 1990-х компанія скоротилася.

### 1990-ті роки
Оскільки «Аероджет» скоротився, багато їхніх промислових заводів простоювали, і компанія шукала способи капіталізувати їх. Їх величезні інвестиції в обладнання для змішування хімічних речовин, яке використовувалося для створення твердопаливних ракет, пізніше було передано в оренду третім особам, зокрема фармацевтичним компаніям, під назвою Aerojet Fine Chemicals. Пізніше підрозділ було продано. Aerojet Real Estate була прямішою у своїх діях, здаючи в оренду цілі будівлі «Аероджету» і продаючи його незабудовану землю. Йому належало приблизно 12 600 акрів (51 км2), розташованому в 24 км на схід від центру Сакраменто.
Інші відділи досліджень і розробок «Аероджета» були організовані в аерокосмічний і оборонний підрозділ (ADS). Вони продовжували розробляти і виробляти рідиннопаливні, твердопаливні і повітряно-дихаючі двигуни для стратегічних і тактичних ракет, високоточних ударних ракет і перехоплювачів, необхідних для протиракетної оборони. Застосування продукції для оборонних систем включало стратегічні та тактичні ракетні двигуни; маневрені рухові установки; системи контролю ставлення; і блоки бойових частин, які використовуються в системах високоточної зброї та протиракетної оборони, а також конструкції планера, необхідні для літаків F-22 Raptor і систем придушення вогню для військових і комерційних транспортних засобів. Їхня космічна продукція включала двигуни на рідкому паливі для одноразових і багаторазових ракет-носіїв, двигуни розгінних ступенів, супутникові двигуни, великі твердопаливні прискорювачі та інтегровані рухові підсистеми.